# Bernhard Graf
Pour les articles homonymes, voir Graf.
Bernhard Graf est un skieur alpin autrichien, né le 26 novembre 1988 à Dornbirn.

## Biographie
Pour sa deuxième année au niveau international, il connaît son premier succès au Festival olympique de la jeunesse européenne 2005 à Morgins.
Il est trois fois médaillé aux Championnats du monde junior 2007. En janvier 2008, il monte sur son premier podium dans la Coupe d'Europe au super-combiné de Crans Montana.
En décembre 2008, il participe à sa première épreuve en Coupe du monde au super-combiné de Val d'Isère. C'est au même lieu qu'il honore sa seule sélection en championnat du monde en 2009, où il abandonne au super-combiné. Il obtient son meilleur résultat en novembre 2011 au super G de Lake Louise (19e).
En 2011, il remporte deux médailles d'or et une de bronze à l'Universiade à Erzurum.
Il prolonge sa carrière jusqu'en 2015, faisant ses adieux à la compétition à l'Universiade à Sierra Nevada.

## Palmarès

### Championnats du monde
| Épreuve / Édition | Val d'Isère 2009 |
| Super-combiné     | Abandon          |

### Coupe du monde
- Meilleur classement général : 101e en 2012.
- Meilleur résultat : 19e.

#### Classements en coupe du monde
| Année/Classement | Année/Classement | Général | Général | Descente | Descente | Slalom | Slalom | Slalom géant | Slalom géant | Super G | Super G | Combiné | Combiné |
| ---------------- | ---------------- | ------- | ------- | -------- | -------- | ------ | ------ | ------------ | ------------ | ------- | ------- | ------- | ------- |
| Année/Classement | Année/Classement | Class.  | Points  | Class.   | Points   | Class. | Points | Class.       | Points       | Class.  | Points  | Class.  | Points  |
| 2012             | 2012             | 101e    | 39      | -        | -        | -      | -      | 51e          | 1            | 44e     | 17      | 31e     | 21      |

### Coupe d'Europe
- 2e du classement général en 2009 et 2011.
- Vainqueur du classement du combiné en 2011.
- 2 victoires en super-combiné.
- 1 victoire en super G.

### Championnats du monde junior
- Altenmarkt-Zauchensee 2007 : 
  -  Médaille d'argent en combiné.
  -  Médaille de bronze en descente.
  -  Médaille de bronze en super G.

### Championnats d'Autriche
- Vainqueur du slalom géant en 2013.

### Universiades
- Erzurum 2011 :
  -  Médaille d'or en combiné.
  -  Médaille d'or en slalom géant.
  -  Médaille de bronze en super G.

### Festival de la jeunesse européenne
- Médaille d'or en slalom en 2005.